# Пригородный (Курская область)
Пригородный — посёлок в Обоянском районе Курской области России. Входит в состав сельского поселения Зоринский сельсовет.
Непосредственно граничит с городом Обоянь.

## История
В 1966 г. указом президиума ВС РСФСР поселок совхоза «Плодопитомник» переименован в Пригородный.

## Население
| 2002 | 2010  |
| ---- | ----- |
| 1146 | ↘1018 |